# Прапор Терехового
Пра́пор Терехо́вого затверджений рішенням Терехівської сільської ради.

## Опис прапора
Квадратне полотнище, що складається з двох горизонтальних смуг — синьої та жовтої (співвідношення їхніх ширин рівне 3:1). На синьому полі білий голуб, що летить прямо (анфас), над ним жовте шістнадцятипроменеве сонце.
Автори — В. Карелін, Т. Кареліна, В. Сватула.